# Mitchell Hope
Mitchell James Hope (Melbourne, Austrália, 27 de junho de 1994) é um ator, modelo e cantor australiano. Mitchell ficou mais conhecido por interpretar o Rei Benjamin "Ben" Florian , filho da Bela (Disney) e da Fera (Disney), nos filmes originais do Disney Chanel Descendants, Descendants 2 e Descendants 3.. Ficou conhecido também através do filme de comédia romântica da Netflix, Let It Snow, uma adaptação do romance Let It Snow: Three Holiday Romances, de Maureen Johnson, John Green e Lauren Myracle. Mitchell interpretou o personagem Tobin, sendo par romântico de Kiernan Shipka.

## Vida Pessoal
Mitchell James Hope nasceu em 27 de junho de 1994, na cidade de Melbourne, Austrália. Filho do economista, James Hope e Lisa Whitworth, é o primogênito de uma família de três garotos, sendo Jonah e Tobias os mais novos. Seus pais se separaram ainda quando ele era jovem, crescendo então com a sua mãe e seus avós maternos. Entretanto, por alguns anos, chegou a morar com seu pai no estado americano de Oklahoma. Durante as gravações de Descendants, mudou-se para Los Angeles e em seguida retornou para Austrália. Mitchell assumiu o namoro com a atriz Tayla Audrey em 2015, quando apareceram juntos no tapete vermelho durante a estréia do filme Descendentes. Antes de confirmar o relacionamento com Tayla, boatos surgiram sobre um suposto namoro com a sua parceira de cena, Dove Cameron, que desmentiu os rumores. Em 2020 acabou rompendo o seu namoro de 5 anos.[carece de fontes?]

## Carreira
Mitchell Hope começou sua carreira de ator no ano de 2006, aos 12 anos. Sua primeira estréia foi no curta-metragem Earth's Last Remnants, sendo o Amir. Seis anos depois, Hope apareceu em mais outros curtas-metragem australianos, Down The Way (2012) e Yes Mum (2012). Em 2014, Mitchell teve o seu primeiro papel em uma minissérie de TV, Never Tear Us Apart: The Untold Story of INXS, transmitida pelo canal Seven Network. A série retratava a ascensão da boy band australiana INXS, onde o ator apareceu em dois episódios interpretando o Tim Farriss jovem.[carece de fontes?]
Com um lento começo de carreira, Hope chegou a querer desistir da atuação e se dedicar a tentar algum diploma para ter outra profissão, até enviar seu pequeno vídeo para a Disney, que ao mesmo tempo, procurava um protagonista para entrar no elenco de descendentes. Finalmente, sua atuação chamou atenção dos produtores e ele recebeu uma ligação para ir a Califórnia fazer o teste ao lado do seu futuro par romântico no filme, Dove Cameron. Depois de ser aprovado, ele se mudou para Los Angeles e a partir disso, sua carreira começou a decolar um pouco mais forte.
O primeiro filme da trilogia Descendants foi lançado em 2015. Por se tratar de um filme dos filhos dos vilões e reis da Disney, com a preparação para o papel do Príncipe Ben, o ator se inspirou na realeza britânica, como o Principe Williams e o Principe Charles, estudando suas maneiras de falar e se comportar. Ao final, recebeu críticas positivas, além da grande audiência, fazendo-o voltar para o segundo filme. Descendants 2, estreou em 2017 tornando-se Ben um Rei. Em 2019, Mitchell retornou para o último filme da trilogia, Descendants 3. Pelo filme da Disney ser um musical, o ator chegou a gravar uma música no primeiro e último filme, Did I Mention foi o solo cantado por ele em duas versões. Uma pop e outra Acústica. O filme contou com a direção de Kenny Ortega, diretor do famoso filme High School Musical, e o mesmo não mediu esforço para elogiar o ator australiano. Além dele, a diretora de elenco no Disney Channel, Judy Taylor, chegou a citá-lo quando viu seu vídeo.
“Ficamos intrigados com o estilo natural de atuação de Mitchell, o charme juvenil e a personalidade vencedora e quando o trouxemos para Los Angeles para ler ao lado de Dove, era evidente que ele encarnava a boa natureza inerente de Ben e o senso de justiça que o personagem representa”.
Em 2019, Mitchell fez uma outra estréia no cinema americano com o filme Let It Snow, que narram três histórias de amor distintas que se conectam na véspera de Natal. Mitchell contracenou ao lado de grandes atores teens, como Kiernan Shipka, Isabela Merced, Jacob Batalon e outros nomes.

## Filmografia

### Cinema
| Ano  | Filme                 | Papel    | Notas          |
| ---- | --------------------- | -------- | -------------- |
| 2006 | Earth's Last Remnants | Amir     | Curta-Metragem |
| 2012 | Down The Way          | Ryan     | Curta-Metragem |
| 2012 | Yes, Mum              | Jonno    | Curta-Metragem |
| 2019 | Deixe a Neve Cair     | Tobin    | Longa-Metragem |
| 2020 | Love You Like That    | Harrison | Longa-Metragem |

### Televisão
| Ano  | Programa                                      | Papel                | Notas                |
| ---- | --------------------------------------------- | -------------------- | -------------------- |
| 2014 | Never Tear Us Apart: The Untold Story of INXS | Tim Farriss          | Série para Televisão |
| 2015 | Descendants                                   | Principe Ben Florian | Filme para Televisão |
| 2015 | Descendants: Wicked World                     | Principe Ben Florian | Voz para desenho     |
| 2017 | Descendants 2                                 | Rei Ben Florian      | Filme para Televisão |
| 2019 | Descendants 3                                 | Rei Ben Florian      | Filme para Televisão |

### Música
| Ano       | Música                    | Cantores | Notas       |
| --------- | ------------------------- | --- | ----------- |
| 2015-2019 | Did I Mention             | Mitchell Hope | Descendants |
| 2015      | Be Our Guest              | Mitchell Hope, Spencer Lee, Kala Balch e Marco Marinangeli | Descendants |
| 2015      | Believe                   | Mitchell Hope, Sarah Jeffery, e Jeff Lewis | Descendants |
| 2017      | Chillin' Like a Villain   | Sofia Carson, Cameron Boyce, Booboo Stewart, Mitchell Hope | Descendants |
| 2017      | It's Goin' Down           | China Anne McClain, Mitchell Hope, Thomas Doherty e Dylan Playfair | Descendants |
| 2017      | You and Me                | Dove Cameron, Sofia Carson, Cameron Boyce, Booboo Stewart, Mitchell Hope e Jeff Lewis | Descendants |
| 2017      | Kiss the Girl             | Dove Cameron, Mitchell Hope, Sofia Carson, Cameron Boyce, Booboo Stewart, China Anne McClain e Thomas Doherty                                                                            | Descendants |
| 2019      | Break This Down           | Dove Cameron, Sofia Carson, Booboo Stewart, Cameron Boyce, China Anne McClain, Mitchell Hope, Thomas Doherty,Dylan Playfair, Sarah Jeffery, Jadah Marie, Brenna D'Amico & Zachary Gibson | Descendants |
| 2019      | whole of the moon (Cover) | Mitchell Hope e Kiernan Shikpa | Let It Snow |